# Sitalces de Tràcia
Sitalces (en llatí Sitalces, en grec antic Σιτάλκης) fou rei dels odrisis de Tràcia. Era fill de Teres I al que va succeir en el tron.
Ja va rebre un regne considerable del seu pare, que encara va incrementar amb successives guerres i al final del seu regnat els seus dominis anaven d'Abdera a les boques del Danubi i de Bizanci a les fonts de l'Estrímon, segons diu Tucídides. Les dates del seu regnat només es coneixen aproximadament ja que devia pujar al tron cap a l'any 460 aC i va regnar fins al 424 aC.
El primer any de la guerra del Peloponnès (431 aC) va ser persuadit pel seu cunyat Nimfodor fill de Pitees, un ciutadà d'Abdera, Sitalces estava casat amb la seva germana, d'entrar en aliança amb Atenes. L'any 430 aC va entregar als atenencs als ambaixadors corintis i espartans que havien anat a la seva cort en el seu camí cap a la cort de Pèrsia. Els atenencs van cultivar la seva amistat amb repetides ambaixades, a les que sempre va rebre amistosament. Sitalces i el seu fill Sàdocos van rebre la ciutadania atenenca.
Els atenencs buscaven la seva aliança sobretot contra Perdicas II de Macedònia, amb el que Sitalces ja estava en termes d'hostilitat a causa del suport que havia donat al pretendent Filip, germà de Perdicas II. Perdicas va poder evitar les hostilitats per un temps amb promeses que mai va complir i finalment el rei traci va decidir fer la guerra, donant suport als atenesos i envaint el territori de Macedònia.
L'exèrcit que va reunir Sitalces era el més nombrós vist a Grècia des de la invasió persa i el formaven almenys 50.000 cavallers i cent mil infants. Va travessar els passos del mont Cercine a la tardor del 429 aC i va baixar cap a Doberos a Peònia. Perdicas no li va poder fer front i li va deixar el camp lliure. Sitalces va saquejar el país fins al riu Àxios. Des d'allí va avançar cap a Migdònia de Calcídia assolant també aquest territori, però no va aconseguir el suport de la flota atenenca, i com que el seu exèrcit, que era molt nombrós, necessitava aprovisionaments que no podia obtenir, i estant proper l'hivern, es va escoltar al seu nebot Seutes I (subornat per Perdicas) i es va retirar després d'estar només trenta dies al Regne de Macedònia, com diuen Tucídides i Diodor de Sicília.
D'altres fets del seu regnat es coneix molt poc. Va fer la guerra als escites en suport del rei Esciles, al que havien enderrocat i que s'havia refugiat a la seva cort, però abans de començar les hostilitats es va signar un tractat entre Sitalces i el nou rei escita Octamàsades, que era fill d'una germana del rei traci, i va lliurar Esciles al nou aliat a canvi d'un germà del traci que s'havia refugiat a la cort de l'escita, segons explica Heròdot. La data d'aquests fets és indeterminada.
El darrer fet del seu regnat va ser una expedició contra els tribal·lis l'any 424 aC, on va ser totalment derrotat i ell mateix va morir en la batalla.